# Mattias Tesfaye
Mattias Tesfaye (* 31. března 1981 Aarhus) je dánský politik. Po otci je etiopského původu.
Vyučil se zedníkem a pracoval ve firmě Skanska. Působil v odborové organizaci Fagligt Fælles Forbund a v radikálně levicové mládežnické skupině Rød Ungdom. V roce 2005 vstoupil do strany Jednotná kandidátka – Rudo-zelení, v roce 2008 se stal členem Socialistické lidové strany a v roce 2012 byl zvolen jejím místopředsedou. V následujícím roce však stranu opustil a stal se sociálním demokratem. Od roku 2015 je poslancem Folketingu, v roce 2019 mandát obhájil. V červnu téhož roku ho premiérka Mette Frederiksenová jmenovala ministrem pro uprchlíky, imigranty a integraci.
Přispíval do novin Politiken a Ekstra Bladet, vydal také román Livremmen a sbírku úvah o problémech dělnické třídy Kloge Hænder - et forsvar for håndværk og faglighed. Nevoli islámských duchovních vzbudilo jeho prohlášení, že muslimky mají právo na předmanželský sex. Zasazuje se o zpřísnění podmínek pro udělení dánského občanství. Odmítá rozsáhlou imigraci za zemí třetího světa – označil ji za nástroj sociálního dumpingu, na který doplatí především nemajetné vrstvy. Podpořil přijetí zákona, podle kterého mají žadatelé o azyl čekat na vyřízení nikoli v Dánsku, ale v některé africké zemi. Toto opatření by podle něj snížilo počet úmrtí na migračních trasách.